# Ronaldo (filme)
Ronaldo é um documentário biográfico britânico realizado por Abias Anthony Wonke, sobre a vida do futebolista português Cristiano Ronaldo. Estreou-se mundialmente a 9 de novembro de 2015. No Brasil será lançado directamente em vídeo a 8 de dezembro de 2015.

## Elenco
- Cristiano Ronaldo
- Cristiano Ronaldo Júnior
- Maria Dolores dos Santos Aveiro
- Hugo dos Santos
- Elma dos Santos
- Cátia Lilian dos Santos
- Abias YM